# Matsudaira Yasushige
Matsudaira Yasushige est un nom japonais traditionnel ; le nom de famille (ou le nom d'école), Matsudaira, précède donc le prénom (ou le nom d'artiste).
Matsudaira Yasushige (松平 康重, 1568-14 août 1640) est un samouraï de l'époque Azuchi Momoyama et du début de l'époque d'Edo. Il est le chef de famille des Matsui-Matsudaira, famille qui a reçu le nom « Matsudaira » comme récompense des services de son père auprès de Tokugawa Ieyasu. Yasushige termine sa vie comme daimyo du domaine de Kishiwada.